# Pizzo Erra
Der Pizzo Erra ⓘ ist ein Berg zwischen Acquarossa und Faido im Kanton Tessin in der Schweiz mit einer Höhe von 2416,4 m ü. M. Er wurde bereits in der Siegfriedkarte als Piz Erra aufgeführt. In den folgenden Ausgaben wurde er auch Culpiana und Pizzo d’Erra genannt. Gemäss Clubführer zeichnet sich der Gipfel als Aussichtspunkt aus mit herrlichem Ausblick auf die weite Adula-Gruppe, auf die Cima del Simano und auf die schroffen Berge des Val Verzasca. Ausser an der Form erkennt man den Berg – beispielsweise schon von der Riviera aus – an seiner abschüssigen, aus Felsrippen und steilen Rinnen bestehenden Südflanke.

## Lage und Umgebung
Der Pizzo Erra gehört zum Gotthardmassiv. Er bildet die höchste Erhebung der Kette südöstlich der Bassa di Nara. Über den Gipfel verläuft die Gemeindegrenze zwischen Acquarossa und Faido. Der Pizzo Erra wird im Nordosten durch das Valle di Blenio und im Südwesten durch die Valle Leventina eingefasst.
Zu den Nachbargipfeln gehören der Pizzo Alto im Nordwesten und der Pizzo Pianché im Südosten. Ein Gipfel von beinahe gleicher Höhe erhebt sich wenig vom Kulminationspunkt entfernt, auf dem Nordwestgrat.

## Routen zum Gipfel

### Über den Südostgrat
- Ausgangspunkt: Cavagnago (1020 m) oder Anzonico (984 m) in der Valle Leventina oder Tizzarascia (1277 m) im Valle di Blenio
- Via: Passo dei Laghetti (2130 m)
- Schwierigkeit: EB
- Zeitaufwand: 3¾ Stunden von Cavagnago und Anzonico oder 3¼ Stunden von Tizzarascia (50 Min. vom Passo dei Laghetti)
- Bemerkung: Von Cavagnago und Anzonico auf gutem Weg, von Tizzarascia zum Teil weglos zum Passo dei Laghetti

### Über die Südwestflanke
- Ausgangspunkt: Anzonico (984 m)
- Via: Gannone di Fiell
- Schwierigkeit: EB
- Zeitaufwand: 4 Stunden

### Über den Nordwestgrat
- Ausgangspunkt: Pizzo Caslett (2293 m)
- Schwierigkeit: L
- Zeitaufwand: 50 Min.

### Über die Nordostflanke
- Ausgangspunkt: Tizzarascia (1277 m)
- Via: Alpe Tarch
- Schwierigkeit: EB
- Zeitaufwand: 2½ Stunden

## Galerie

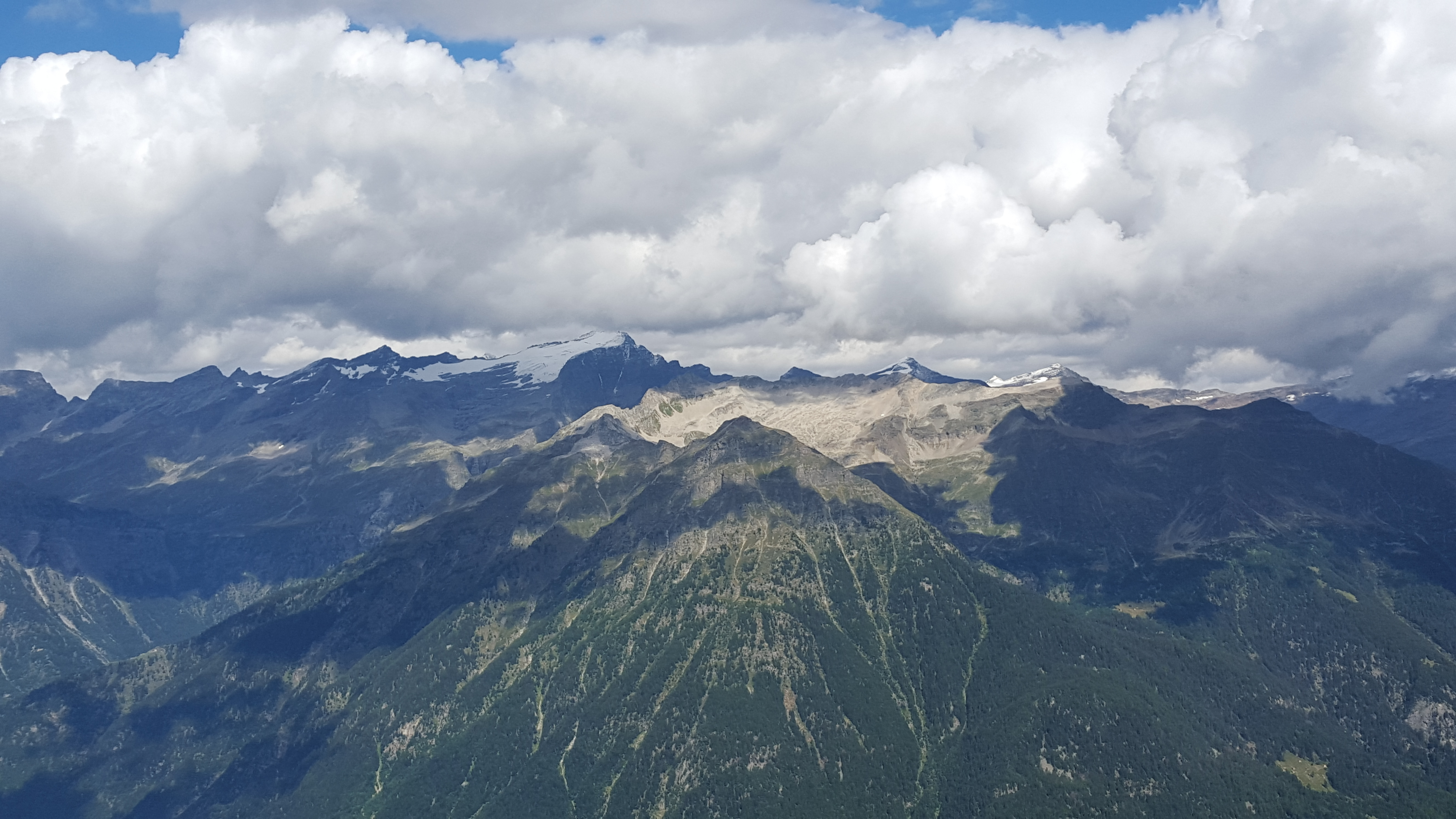
Blick nach Nordosten zum Rheinwaldhorn.
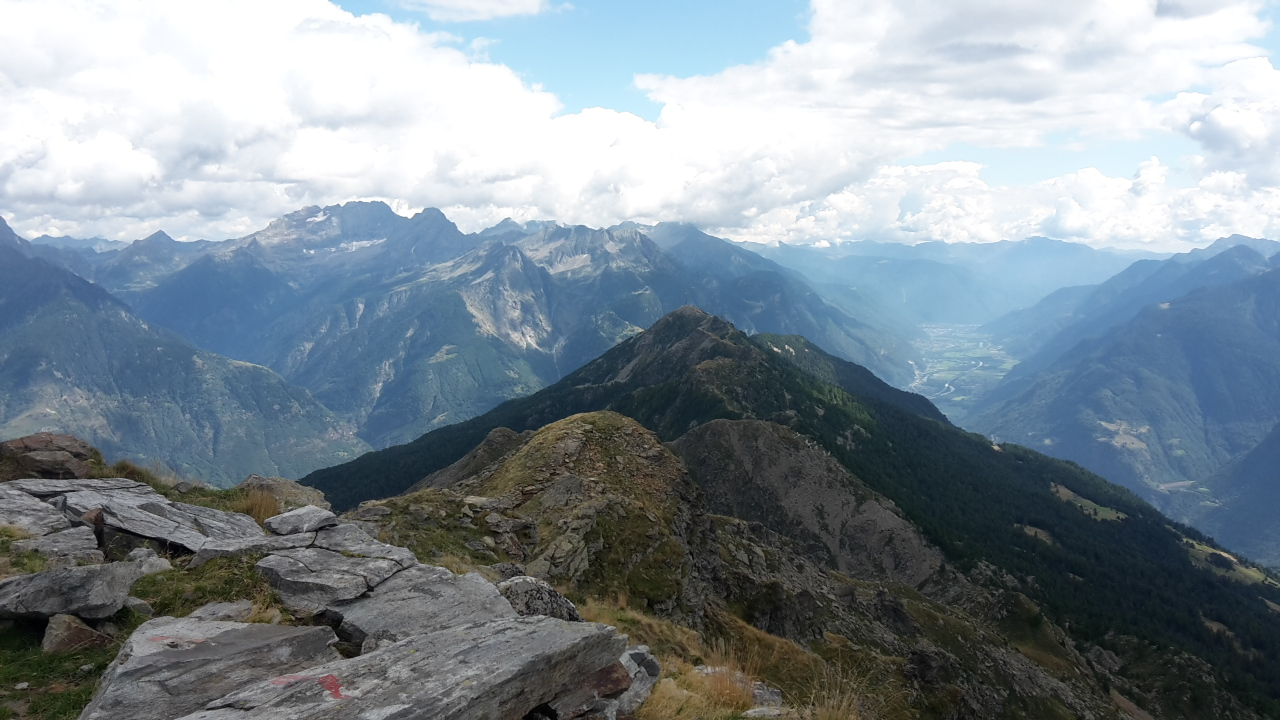
Blick nach Südosten zum Matro und zur Riviera.
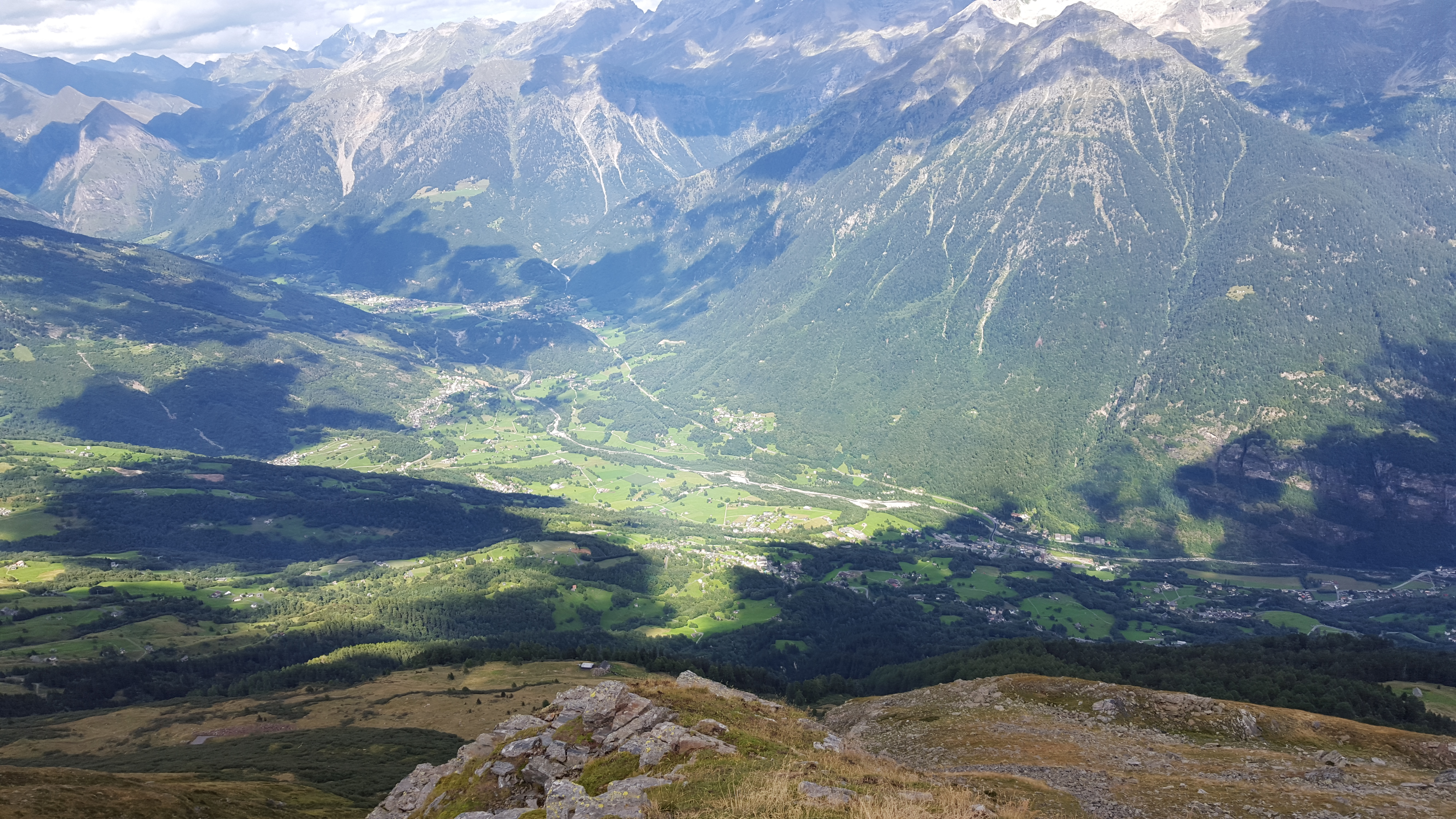
Blick hinunter ins Valle di Blenio.
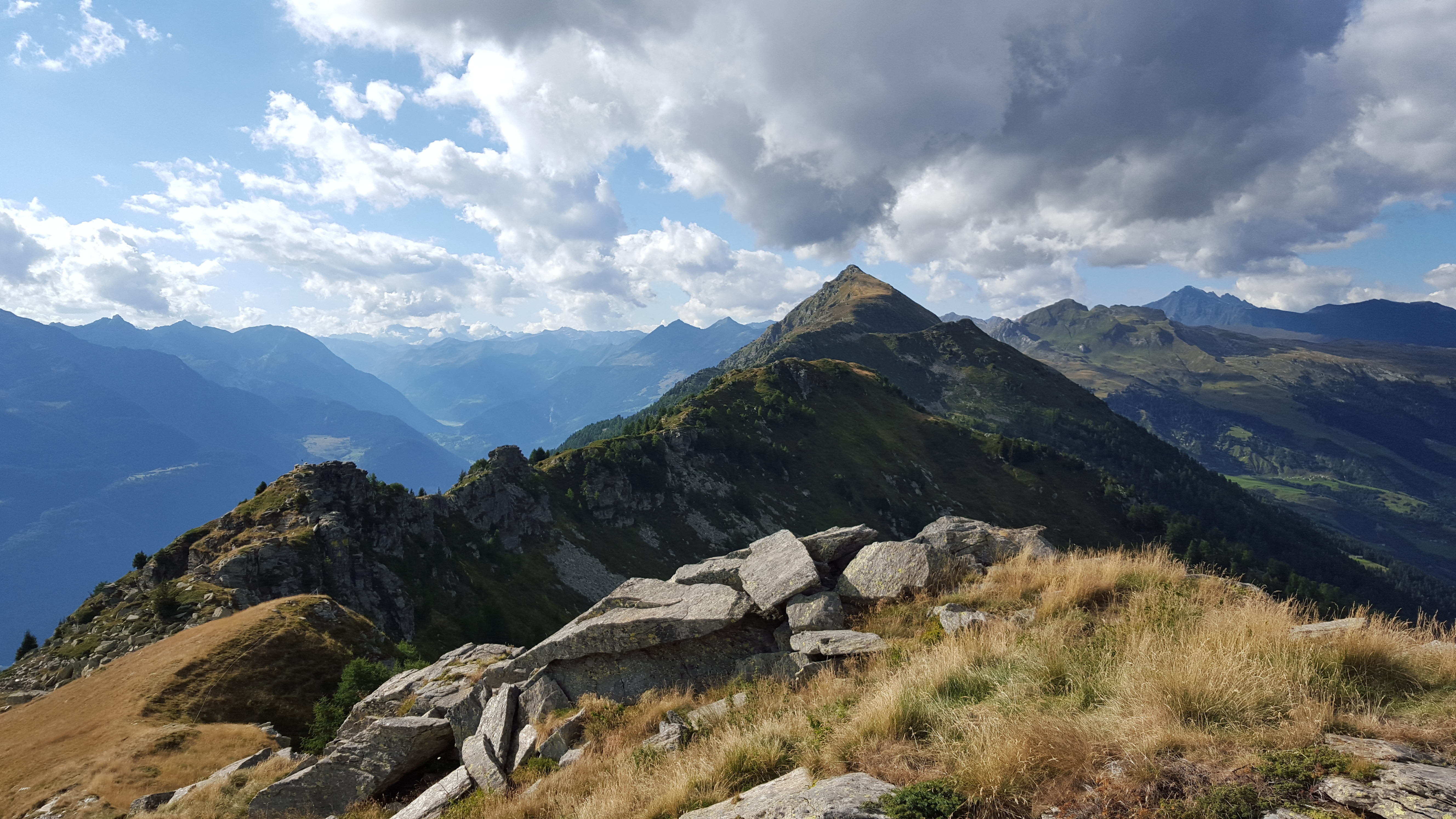
Pizzo Erra (hinten), aufgenommen vom Cogn.
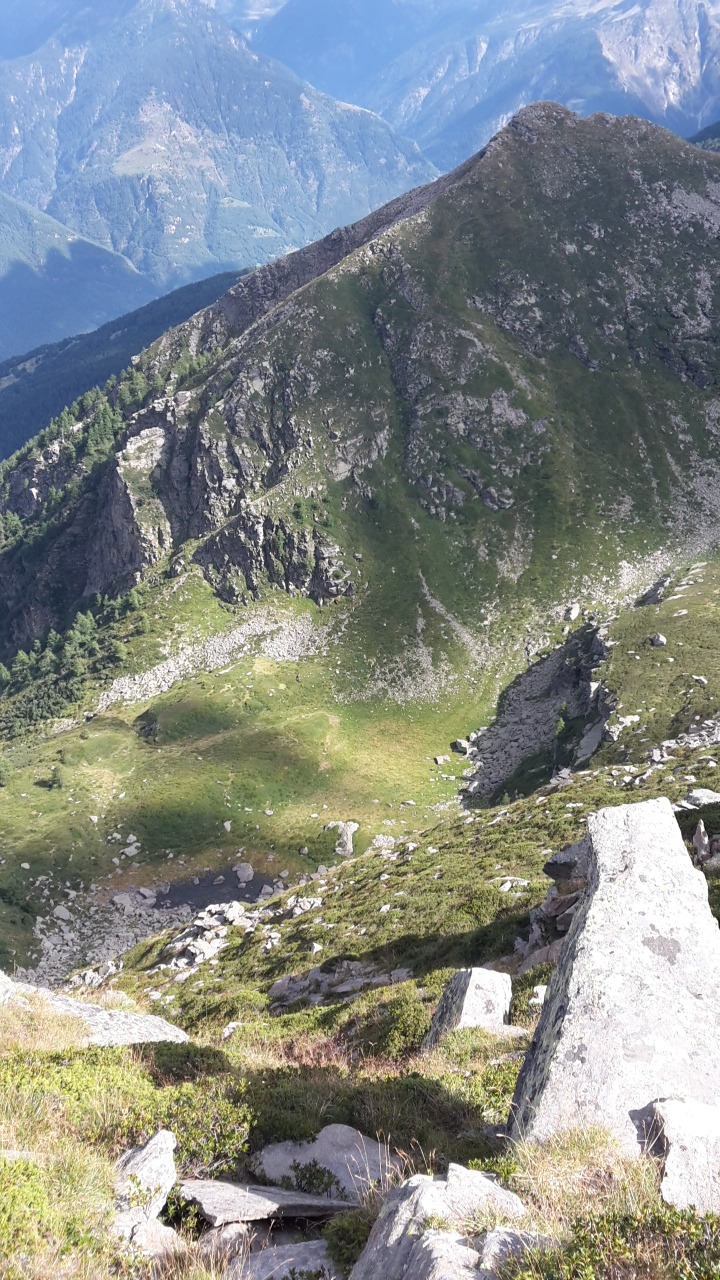
Kleiner See beim Passo dei Laghetti.